# Айкут Ерчетін
Айкут Ерчетін (тур. Aykut Erçetin, нар. 14 вересня 1982, Геппінген) — турецький футболіст німецького походження, що грав на позиції воротаря за «Галатасарай». Гравець національної збірної Туреччини.

## Клубна кар'єра
Народився у Німеччині у родині вихідців з Туреччини. У дорослому футболі дебютував 2001 року виступами за другу команду «Штутгарта», в якій провів два сезони. 
2003 року молодий воротар переїхав на історичну батьківщину, уклавши контракт з одним з грандів турецького футболу, «Галатасараєм». Прийшов до команди як дублер Фарида Мондрагона і протягом наступних років лише епізодично отримував ігрову практику. 2007 року колумбійський голкіпер залишив «Галатасарай», і Ерчетін розглядався як одна з його можливих замін, зокрема відстоявши у виграній його командою грі за Суперкубок Туреччини 2008, а в сезоні 2007/08 провівши 13 матчів турецької першості — більше ніж протягом попередніх п'яти років. Утім рівень гри Ерчетіна тренерський штаб не задовільнив, і спочатку на позицію воротаря «Галатасарая» був орендований італієць Морган Де Санктіс, згодом основними воротарями клубу були аргентинець Леонардо Франко і колумбієць Робінсон Сапата, а 2011 року до команди прийшов уругваєць Фернандо Муслера. Ерчетін при цьому залишався запасним воротарем і загалом за стамбульську команду протягом одинадцяти сезонів в усіх турнірах відіграв лише 75 матчів. За цей час двічі виборював титул чемпіона Туреччини, ставав володарем Кубка Туреччини.
2014 року досвідчений за віком голкіпер перейшов до клубу «Чайкур Різеспор», в якому, утім, провів лише одну гру і наступного року оголосив про завершення ігрової кар'єри.

## Виступи за збірну
2006 року провів свою єдину гру у складі національної збірної Туреччини.

## Титули і досягнення
- Чемпіон Туреччини (4):

«Галатасарай»: 2001-2002, 2005-2006, 2007-2008, 2011-2012
- Володар Кубка Туреччини (1):

«Галатасарай»: 2004-2005
- Володар Суперкубка Туреччини (1):

«Галатасарай»: 2008